# Boston Marathon 1915

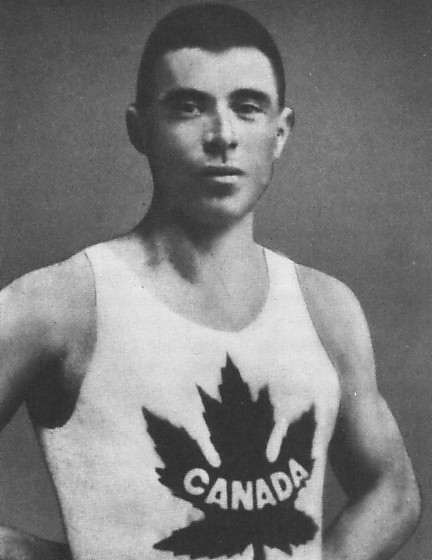
Édouard Fabre, winnaar van de Boston Marathon 1915.

De Boston Marathon 1915 werd gelopen op maandag 19 april 1915. Het was de negentiende editie van deze marathon. De Canadees Édouard Fabre kwam als eerste over de streep in 2:27.16,4. Het was de eerste overwinning van de Canadees in Boston, waar hij bij eerdere gelegenheden al eens een keer als derde en als tweede was gefinisht.
Evenals in voorgaande jaren was het parcours, ten opzichte van de sinds de Olympische Spelen van 1908 gevestigde opvatting dat de marathon een lengte van 42,195 km hoorde te hebben, te kort. Het was namelijk nog steeds tussen de 37 en 38,8 km lang.

## Uitslag
| rang   | naam             | land | tijd      |
| ------ | ---------------- | ---- | --------- |
| Goud   | Édouard Fabre    | CAN  | 2:27.16,4 |
| Zilver | Cliff Horne      | USA  | 2:31.41,2 |
| Brons  | Sidney Hatch     | USA  | 2:33.01   |
| 4      | Hugh Honohan     | USA  | 2:35.47   |
| 5      | Edward Byrne     | USA  | 2:37.02,2 |
| 6      | George McInerney | USA  | 2:38.14,4 |
| 7      | Percy Wyer       | CAN  | 2:45.16,4 |
| 8      | Fred Travalena   | USA  | 2:46.58   |
| 9      | John Mullen      | USA  | 2:50.02   |
| 10     | Alfred Horne     | USA  | 2:51.36   |

1897 ·
1898 ·
1899 ·
1900 ·
1901 ·
1902 ·
1903 ·
1904 ·
1905 ·
1906 ·
1907 ·
1908 ·
1909 ·
1910 ·
1911 ·
1912 ·
1913 ·
1914 ·
1915 ·
1916 ·
1917 ·
1918 ·
1919 ·
1920 ·
1921 ·
1922 ·
1923 ·
1924 ·
1925 ·
1926 ·
1927 ·
1928 ·
1929 ·
1930 ·
1931 ·
1932 ·
1933 ·
1934 ·
1935 ·
1936 ·
1937 ·
1938 ·
1939 ·
1940 ·
1941 ·
1942 ·
1943 ·
1944 ·
1945 ·
1946 ·
1947 ·
1948 ·
1949 ·
1950 ·
1951 ·
1952 ·
1953 ·
1954 ·
1955 ·
1956 ·
1957 ·
1958 ·
1959 ·
1960 ·
1961 ·
1962 ·
1963 ·
1964 ·
1965 ·
1966 ·
1967 ·
1968 ·
1969 ·
1970 ·
1971 ·
1972 ·
1973 ·
1974 ·
1975 ·
1976 ·
1977 ·
1978 ·
1979 ·
1980 ·
1981 ·
1982 ·
1983 ·
1984 ·
1985 ·
1986 ·
1987 ·
1988 ·
1989 ·
1990 ·
1991 ·
1992 ·
1993 ·
1994 ·
1995 ·
1996 ·
1997 ·
1998 ·
1999 ·
2000 ·
2001 ·
2002 ·
2003 ·
2004 ·
2005 ·
2006 ·
2007 ·
2008 ·
2009 ·
2010 ·
2011 ·
2012 ·
2013 ·
2014 ·
2015 ·
2016 ·
2017 ·
2018 ·
2019 ·
2020 ·
2021 ·
2022